# Adam Wiedemann
Adam Wiedemann (ur. 24 grudnia 1967 w Krotoszynie) — polski poeta, prozaik, tłumacz, krytyk literacki i muzyczny; trzykrotnie nominowany do Nagrody Literackiej Nike. Laureat Nagrody Kościelskich w 1999, a także Nagrody Literackiej Gdynia 2008 za tom Pensum. Członek redakcji dwumiesięcznika literackiego „Pole“.

## Życiorys
W 1986 roku ukończył I Liceum Ogólnokształcące im. Marii Skłodowskiej-Curie w Ostrzeszowie. W 1991 roku ukończył studia na kierunku filologii polskiej na Uniwersytecie Jagiellońskim.
Publikował m.in. w „Tygodniku Powszechnym“, „Odrze“, „Kresach“, „Czasie Kultury“, „Zeszytach Poetyckich“, „Nowym Wieku“, „Pro Arte”, „Kursywie”, „Ha!arcie“, „Ricie Baum“, „Dzienniku Portowym”.
Był stałym felietonistą w „Res Publice Nowej“ i „Przekroju“.
Jego twórczością zajmowali się m.in. Henryk Bereza, Marian Stala, Kinga Dunin, Maria Janion.

## Twórczość

### Wiersze
- Samczyk wyd. Obserwator, Poznań 1996
- Bajki zwierzęce, Wydawnictwo Pomona, Wrocław 1997
- Rozrusznik wyd. WL, Kraków 1998
- Ciasteczka z kremem, wyd. Biuro Literackie, Legnica 1998
- Konwalia, wyd. Biuro Literackie, Legnica 2001
- Kalipso, wyd. Prószyński i S-ka, Warszawa 2004 (nominacja do Nagrody Literackiej Nike 2005[4])
- Pensum, wyd. Wojewódzka Biblioteka Publiczna i Centrum Animacji Kultury w Poznaniu 2007 (nominacja do Wrocławskiej Nagrody Poetyckiej "Silesius" 2008)
- Filtry, wyd. Staromiejski Dom Kultury, Warszawa 2008 (nominacja do Wrocławskiej Nagrody Poetyckiej "Silesius" 2009)
- Czyste czyny, wyd. Wojewódzka Biblioteka Publiczna, Centrum Animacji Kultury w Poznaniu 2009
- Dywan, wyd. Wojewódzka Biblioteka Publiczna i Centrum Animacji Kultury w Poznaniu 2010 (nominacja do Nagrody Literackiej Gdynia 2011[5])
- Domy schadzek (oprac. Maciej Topolski), wyd. Wojewódzka Biblioteka Publiczna i Centrum Animacji Kultury w Poznaniu 2012
- Z ruchem, wyd. Wojewódzka Biblioteka Publiczna i Centrum Animacji Kultury w Poznaniu 2014 (nominacja do Wrocławskiej Nagrody Poetyckiej "Silesius" 2015[6])
- Metro na Żerań, wyd. Wojewódzka Biblioteka Publiczna i Centrum Animacji Kultury w Poznaniu 2016
- Odżywki i suplementy, wyd. Państwowy Instytut Wydawniczy 2022[7] (nominacja do Nagrody Literackiej Gdynia 2023[8])

### Zbiory opowiadań
- Wszędobylstwo porządku wyd. Studium/Zielona Sowa, Kraków 1997 (nominacja do Nagrody Literackiej Nike 1998)
- Sęk pies brew wyd. W.A.B., Warszawa 1998 (nominacja do Nagrody Literackiej Nike 1999)
- Sceny łóżkowe wyd. Korporacja Ha!art, Kraków 2005
- Odpowiadania Biblioteka Rity Baum, Wrocław 2011

### Tłumaczenia utworów Wiedemanna
- angielski: Free over Blood (Zeszyty Poetyckie/OFF Press, Londyn, 2011, pod redakcją D. Junga i M. Orlińskiego)[9]
- niemiecki: Gewaltige Verschlechterung des Gehörs wyd. Hainholz Verlag, Göttingen 2001
- słoweński: Izbrane pesmi (tłum. Primož Čučnik), Maribor 2002; Prizori iz postelje wyd. LUD Šerpa, Ljubljana 2007
- rosyjski: Где собака зарыта (opowiadania, tłum. Jurij Czajnikow), Moskwa: NLO 2003
- ukraiński: Нове помешкання (wiersze, tłum. Marianna Kijanowska), Tarnopol: Krok 2015[10]

### Inne
- Końcówki. Henryk Bereza mówi (z Piotrem Czerniawskim) wyd. Korporacja Ha!art, Kraków 2010
- Widoki są niejadalne. O twórczości Adama Wiedemanna, red. Dawid Skrabek, il. Adam Wiedemann, Wydawnictwo Literackie Semper, Warszawa 2007
- Wytyczyć drogę do Paryża. Z Lisem le Romanem rozmawia Adam Wiedemann, "Bliza" nr 41 (2021)